# Miloslav Malý
Miloslav Malý (16. prosince 1924–1985) byl český fotbalista, útočník, technik a střelec, reprezentant Československa. Po skončení aktivní kariéry působil jako trenér.

## Fotbalová kariéra
V československé lize hrál za Technomat Teplice. Nastoupil ve 104 utkáních a dal 23 gólů. Byl autorem první ligové branky poválečných Teplic. Za československou reprezentaci odehrál 12. 6. 1948 přátelské utkání s Francií, které skončilo 0-4.

## Ligová bilance
| Ročník                                     | Zápasy | Góly | Klub               |
| ------------------------------------------ | ------ | ---- | ------------------ |
| Státní liga 1948                           | -      | 4    | Technomat Teplice  |
| Celostátní československé mistrovství 1949 | -      | 3    | Technomat Teplice  |
| Celostátní československé mistrovství 1950 | -      | 7    | Technomat Teplice  |
| Mistrovství československé republiky 1951  | -      | 5    | Vodotechna Teplice |
| Mistrovství československé republiky 1952  | -      | 4    | Ingstav Teplice    |
| CELKEM                                     | 104    | 23   |                    |